# صلاح الزدجالي
صلاح الزدجالي (26 ديسمبر 1979 -)، مغني عُماني.

## حياته
ولد في العاصمة مسقط وتحديدا في مطرح في ظل أسرة مترابطة وكبيرة بعدد افرادها وكبيرة بترابطها وحب افرادها لبعضهم البعض، ولكن لم يتوقع أحد منهم بأن يظهر بينهم شخص يحمل بداخله فناً اصيلاً وابداعا. وحينما بلغ سن العاشرة تقريبا انطلقت موهبته ما بين اصدقاءه وزملائه في المدرسة بمشاركته في الانشطة الموسيقية والحفلات الإقليمية المقامة وقتها مما أهله هو وأصدقائه إلى تأسيس فرقة موسيقية لا تملك من الإمكانيات سوى القليل جدا من الآلات المتواضعة شاركوا من خلالها في حفلات اعياد الميلاد وغيرها التي لم يكتب لها النجاح في ذلك الوقت وبهذا أصبحت شخصيته الموسيقية في البناء والتطور بوجوده كعضو رئيسي في عدة فرق موسيقية كان هو من مؤسسيها ابتداءً من 1990 إلى عام 1999 كفرقة الذكريات ومجان وأوال التي شارك معهم في عدة حفلات ومناسبات وبرامج تلفزيونية مهمة والتي كانت تعرض على شاشة تلفزيون سلطنة عُمان في شهر رمضان مما كان لها الفضل الكبير في بداية ظهور صلاح الزدجالي مطرب عماني شاب يشق طريقه نحو النجومية والشهرة.

## بداية النجومية
كانت بداية الألفية الجديدة بالنسبة لصلاح الزدجالي بداية لمرحلة جديدة له أيضا في مشواره الفني حيث أنه انفصل عن آخر الفرق التي شارك معها وهي فرقة أوال وأصبح مطربا مستقلاً مع فرقته الخاصة المصاحبة له في حفلاته ومشاركاته الداخلية والخارجية، وليس هذا فحسب بل دخل في مجال التلحين والتوزيع والتنفيذ الموسيقي وأبدع فيه بشكل ملفت حيث أنه لحن ووزع لكثير من المطربين العمانيين وقام بتنفيذ الاوبريتات والإعلانات التجارية والآن وبعد كل تلك السنوات أصبح صلاح الزدجالي اسماً ذات شهرة في الخليج من خلال أعماله ومشاركاته في مهرجانات واوبريتات غنائية وأيضًا لطرحه لبعض الأغاني في المناسبات الوطنية والخاصة والأغاني العاطفية المنفردة.

## أهم الأعمال والمشاركات
| السنة | العمل/المشاركة                                                               |
| ----- | ---------------------------------------------------------------------------- |
| 1997  | برنامج أرقام ومعلومات (طوال شهر رمضان)                                       |
| 1997  | أغنية عاطفية سنجل "يا أسف"                                                   |
| 1998  | برنامج ساعة حظ (طوال شهر رمضان)                                              |
| 1999  | أغنية سنجل "صباح العيد"                                                      |
| 1999  | المشاركة في مسابفة برنامج ليالي دبي للمواهب                                  |
| 2000  | ألبوم "مفهوم الحب" مع شركة الخيول السعودي                                    |
| 2002  | تنفيذ وتوزيع أوبريت الأمل لذوي الاحتياجات الخاصة بصلالة                      |
| 2003  | إحياء حفلة في مدينة مانشستر البريطانية للطلبة العمانيين بمناسبة العيد الوطني |
| 2005  | المشاركة في مهرجان البحرين الغنائي الثاني                                    |
| 2005  | أغنية عاطفية "تسرعتي"                                                        |
| 2005  | إحياء حفلة بالأردن للطلبة العمانيين بمناسبة العيد الوطني                     |
| 2005  | أغنية للمنتخب العماني "هالمرة غير"                                           |
| 2006  | حفلات خاصة في البحرين والدوحة والإمارات                                      |
| 2006  | دعوة للمشاركة في برنامج ليالي خليجي 17 في الدوحة ضمن فعاليات كأس الخليج      |
| 2006  | المشاركة في برنامج "نجم الخليج"                                              |
| 2007  | أغنية للطفل بالتعاون مع منظمة اليونيسيف                                      |
| 2007  | المشاركة في حفلات مهرجان دبي للتسوق.                                         |
| 2007  | أغنية وطنية بعد إعصار جونو                                                   |
| 2007  | حفلات خاصة في دبي وقطر والبحرين                                              |
| 2008  | أغنية للمنتخب العماني (توكل يا عماني) لدعم المنتخب في تصفيات كأس العالم      |
| 2009  | أغنية (هذا الغاوي) للمنتخب العماني في خليجي 19                               |
| 2009  | أغنية (تمصيرة العز) بمناسبة العيد الوطني في سلطنة عمان                       |
| 2010  | المشاركة في أوبريت افتتاح مهرجان صلالة السياحي                               |
| 2011  | ألبوم "عيّار" إنتاج وتوزيع ميوزكلوجي للإنتاج الفني والتوزيع                   |
| 2012  | أغنية وطنية للكويت "الجابرية"                                                |
| 2012  | أغنية سنجل "يخرب بيت الهوى"                                                  |
| 2013  | أغنية حكاية ناي                                                              |
| 2023  | أغنية «طربان».                                                               |

## الجوائز
| السنة | الجائزة                                                                               |
| ----- | ------------------------------------------------------------------------------------- |
| 1999  | الفوز بالمركز الأول من العمانيين في برنامج ليالي دبي.                                 |
| 2001  | تكريم من قبل مهرجان الأغنية العمانية لتطوير الأغنية العمانية.                         |
| 2005  | الفوز بجائزة أفضل أداء في مهرجان البحرين الغنائي الثاني.                              |
| 2006  | جائزة أفضل تواجد خليجي لمطرب عماني من قبل مهرجان الأغنية العمانية.                    |
| 2007  | تكريم من وزارة الشؤون الرياضية لدعم الرياضة العمانية بالأغاني الرياضية.               |
| 2007  | تكريم من منظمة اليونيسيف عن أغنية الطفل التي تحكي عن حقوق الطفل من تعليم وصحة ورعاية. |
| 2008  | اختيارالفنان صلاح الزدجالي لحمل شعلة أولمبياد بكين من قبل شركة سامسونج للإلكترونيات.  |

## وصلات خارجية
قالب:مغنون عرب